# خلیج اندو
خلیج اندو (انگلیسی: Undu Bay) یک خلیج و دریاچه در دهستان سارما، شهرستان ساره، استونی است که ۲۲۵٫۷ هکتار وسعت دارد.